# Yasser Al-Habib
Yasser Al-Habib (Ả Rập: ياسر الحبيب) là một giáo sĩ Shia. Ông sinh ngày 20 tháng một năm 1979 ở Kuwait. 

Sheikh Yasser al-Habib

Ông bị bắt vào năm 2003, vì tội lăng mạ những biểu tượng tôn giáo Abu Bakr và Umar của người Sunni nhưng không có ý nghĩa với người Shia. Vào năm 2004 ông chạy trốn qua Iraq và Iran, rồi sang Anh trước khi bị bắt về tội lăng mạ lần thứ hai, với bản án 10 năm tù xử vắng mặt. Hiện nay ông đang sinh sống ở London.
Người Ả rập al-Habib dòng Sunni tức giận vì ông gọi Aisha, vợ của Tiên Tri Muhammad, "một kẻ thù của Thiên Chúa"...